# Mani Ratnam

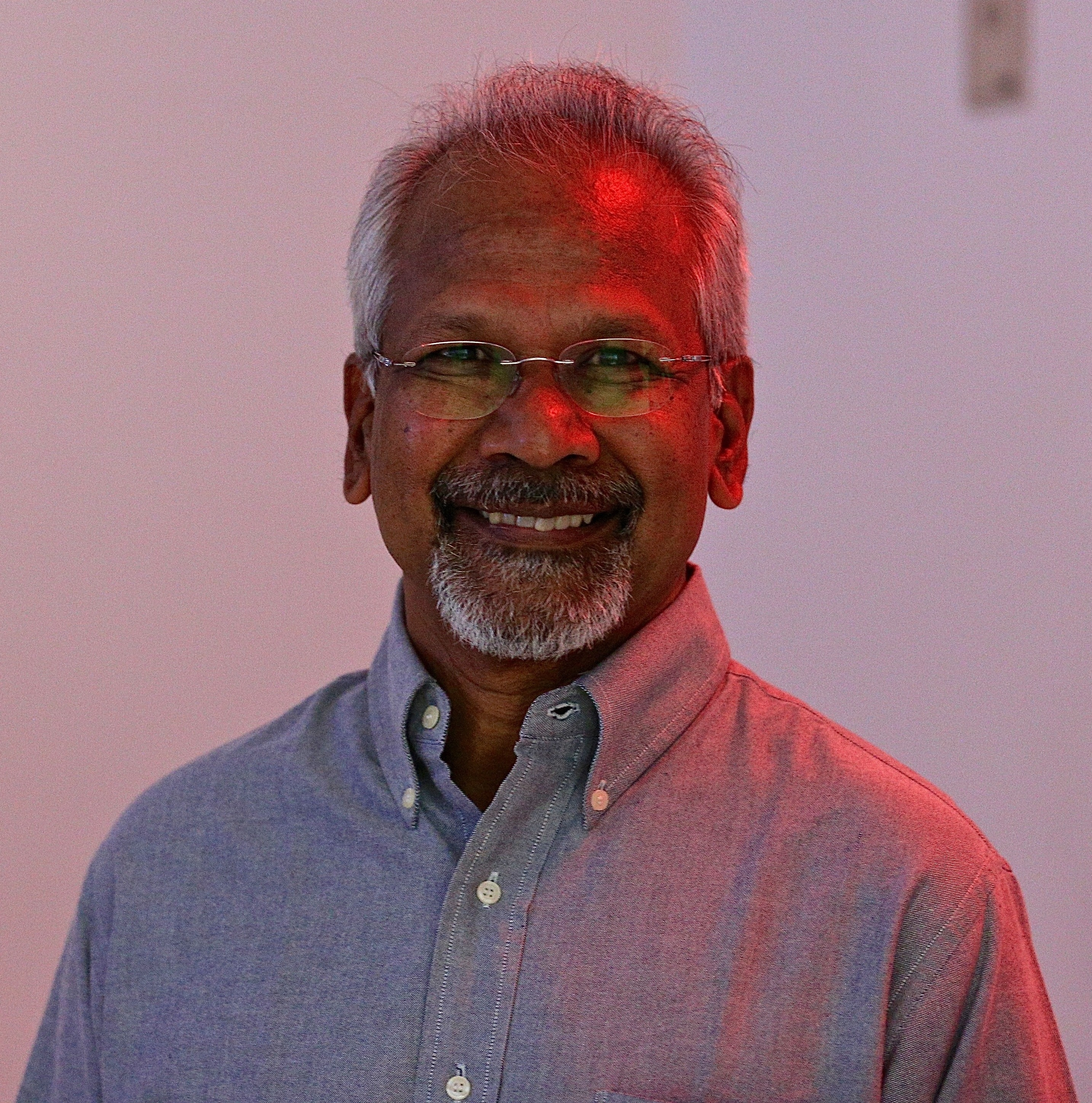
Mani Ratnam

Mani Ratnam (eigentlich G. Subramaniam; Tamilisch: மணிரத்னம்; * 2. Juni 1956 in Madurai, Tamil Nadu) ist ein indischer Drehbuchautor, Filmproduzent und Filmregisseur.

## Leben
Mani Ratnam ist der Sohn des Filmproduzenten Gopalratnam. Er studierte an der University of Madras und erhielt einen Managementabschluss von Bajaj Institute in Mumbai. Zunächst arbeitete er auch in diesem Beruf, doch 1983 wendete er sich dem Filmgeschäft zu und hatte sein Regiedebüt mit Pallavi Anu Pallavi. Seinen Durchbruch hatte Mani Ratnam mit Mouna Ragam (1986). Der Film handelt von einer Frau, die ihrem verstorbenen Freund nachtrauert und durch die Familie in eine arrangierte Ehe gezwungen wurde. Nach nur sieben Tagen bittet die Frau ihren Mann um Scheidung. Diese Bitte akzeptiert er und geht mit ihr zum Scheidungsabsicht. Dort erfahren sie, dass sie mindestens ein Jahr verheiratet sein müssen, bevor sie sich scheiden lassen können. Doch während dieser Wartezeit verlieben sich die Eheleute ineinander. Mani Ratnams nächster Film, Nayakan (1987), ist ein erfolgreicher Gangsterfilm und wurde in die Time-Liste All times - best 100 movies als einziger tamilischer Film aufgenommen.
Mit Roja (1992) wurde Mani Ratnam in ganz Indien bekannt. Der Film ist ein romantischer Thriller vor dem Hintergrund des Kaschmir-Konflikts. Der erfolgreiche Komponist A. R. Rahman, mit dem Mani Ratnam später noch mehrfach zusammenarbeitete, feierte mit diesem Film sein Debüt.
Mani Ratnams erster Hindi-Film Dil Se (1998) war musikalisch und visuell überzeugend, doch ist die Handlung verwirrend; er gilt Kritikern als künstlerischer Tiefpunkt in der Karriere Mani Ratnams. Mit Kannathil Muthamittal (2002) konnte er aber wieder an seine alten Qualitäten anknüpfen. Für die Besetzung seiner Filme sieht Mani Ratnam oft eine Mischung aus Debütanten und Stars vor.
Mani Ratnam leitete gemeinsam mit seinem Bruder G. Srinivasan die Produktionsfirma Madras Talkies in Chennai. Seine Filme gewannen in Indien mehrere Auszeichnungen und auch international sind seine Filme auf vielen Festivals zu sehen. Er ist seit 1989 mit der Schauspielerin Suhasini verheiratet. Sein Bruder G. Venkateswaran war ebenfalls im Filmgeschäft tätig. 2002 wurde Maniratnam mit dem Padma Shri ausgezeichnet.

## Filmografie
- 1983: Pallavi Anu Pallavi (Kannada)
- 1984: Unaru (Malayalam)
- 1985: Pagal Nilavu (Tamil)
- 1985: Idaya Kovil (Tamil)
- 1986: Mauna Ragam (Tamil)
- 1987: Nayakan (Tamil)
- 1988: Agni Nakshatram (Tamil)
- 1989: Gitanjali (Telugu)
- 1990: Anjali (Tamil)
- 1991: Thalapathi (Tamil)
- 1992: Roja (Tamil)
- 1993: Thiruda Thiruda (Tamil)
- 1995: Bombay (Tamil)
- 1997: Iruvar (Tamil)
- 1998: Dil Se.. (Hindi)
- 2000: Alaipayuthey (Tamil)
- 2002: Kannathil Muthamittal (Tamil)
- 2002: Saathiya
- 2004: Yuva (Hindi) / Aayitha Ezhuthu (Tamil)
- 2006: Guru
- 2010: Raavan (Hindi) / Raavanan (Tamil)
- 2013: Kadal  (Tamil)
- 2015: O Kadhal Kanmani (Tamil)

```
 2022: Ponniyin Selvan 2
```